# Districte d'Ahmednagar
El districte d'Ahmednagar  (marathi: अहमदनगर) és una divisió administrativa de Maharashtra (Índia), i el districte més gran d'aquest estat. La capital és la ciutat d'Ahmednagar. El districte fou el centre del sultanat d'Ahmednagar governat pels nizamshàhides (1496-1636). Limita amb els districtes de Sholapur (sud-est), Osmanabad (sud-est), Beed (sud-est), Aurangabad (nord-est), Nasik (nord-oest), Thana (nord-oest), i Pune (sud-oest). La població el 2001 era de 4.040.642 habitants (20% població urbana).

## Subdivisions
Està dividit en catorze taluka o tashils:
- Akole
- Jamkhed
- Karjat
- Kopargaon
- Nevasa
- Nagar
- Parner
- Pathardi
- Rahata
- Rahuri
- Sangamner
- Shrirampur
- Shevgaon
- Shrigonda

Els districtes electorals estaduals (Vidan Sabha) són 13: Karjat, Shrigonda, Ahmednagar North, Ahmednagar South, Pathardi, Sheogaon, Shrirampur, Shirdi, Kopargaon, Rahuri, Parner, Sangamner i Nagar Akola. I els districtes electorals estatals (Lok Sabha) són Ahmednagar i Kopargaon (Nagar Akola està separat com a part del districte electoral de Nashik)

## Història
Al districte es van produir fams o greus escassetats el 1791, 1792 i 1794. El 1803 les depredacions dels pindaris de l'exèrcit d'Holkar Rao i la gana fou tan forta que alguns infants foren venuts a canvi de menjar.
El districte es va crear després de la derrota maratha en la tercera guerra anglo-maratha i el tractat de Poona (1817) que va permetre als britànics annexionar gran part dels antics dominis dels peshwes marathes (1 de gener de 1818). El districte fou inclòs a la Divisió Central de la Presidència de Bombai i fou seu d'un Col·lector. La superfície era de 17.265 km² i la població (1881) de 751.228 habitants. Els seus límits eren el districte de Nasik (nord), el riu Godavari i els dominis del Nizam d'Hayderabad (nord-est), i els districtes de Sholapur (est i sud-est), Poona (sud-oest) i Thana (nord). El principal accident geografic era els Sahyadri Hills; els rius Prawara, Miila, Ghor, Sina i Kera (aquestos dos afluents del Bhima); i les muntanyes Kasubai, Kila Patta i Harischandragarh. Les ciutats principals eren Ahmednagar, Sangamner (8.796 habitants el 1881), Pathardi, (6734), Kharda (5562), Shrigonda (5278), Bhingar (5106) i Sonai (5483). El districte fou afectat per una fam el 1877.
Administrativament el districte es va dividir en onze taluka:
- Ahmadnagar (1.603 km² i 108.950 habitants el 1881) amb 2 ciutats i 107 poblets
- Parner
- Sangamner
- Kopargaon
- Shrigonda
- Akola
- Jamkhed
- Kaljat
- Newasa
- Sheogaon
- Rahuri

El 1947 el districte fou integrat a l'estat de Bombai que el 1960 fou reorganitzat, quedant llavors dins l'estat de Maharashtra.